# Pharmake
株式会社pharmakeは、東京都千代田区に本社を置き、病院薬剤師向けに課題解決サービスを行っている会社である。

## 概要
個別課題解決に向けた伴走型実行支援と人材育成＆組織力強化教育研修をサービス提供している。

## 沿革
- 2023年（令和5年） - 株式会社pharmakeを設立